# Fabian Graf
Fabian Graf (31 de marzo de 1996) es un deportista alemán que compite en vela en la clase 49er.
Ganó dos medallas en el Campeonato Mundial de 49er, plata en 2021 y bronce en 2018, y dos medallas en el Campeonato Europeo de 49er, oro en 2020 y plata en 2021.

## Palmarés internacional
| \| Campeonato Mundial \| Campeonato Mundial \| Campeonato Mundial \| Campeonato Mundial \| \| Año \| Lugar \| Medalla \| Clase \| \| ------------------ \| ------------------ \| ------------------ \| ------------------ \| \| 2018 \| Aarhus (Dinamarca) \| Medalla de bronce \| 49er \| \| 2021 \| Al Musanah (Omán) \| Medalla de plata \| 49er \| \| Campeonato Europeo \| \| \| \| \| Año \| Lugar \| Medalla \| Clase \| \| 2020 \| Attersee (Austria) \| Medalla de oro \| 49er \| \| 2021 \| Salónica (Grecia) \| Medalla de plata \| 49er \| |                    |                   |       |
| Campeonato Mundial |                    |                   |       |
| Año | Lugar              | Medalla           | Clase |
| 2018 | Aarhus (Dinamarca) | Medalla de bronce | 49er  |
| 2021 | Al Musanah (Omán)  | Medalla de plata  | 49er  |
| Campeonato Europeo |                    |                   |       |
| Año | Lugar              | Medalla           | Clase |
| 2020 | Attersee (Austria) | Medalla de oro    | 49er  |
| 2021 | Salónica (Grecia)  | Medalla de plata  | 49er  |